# Angraecum triangulifolium
Angraecum triangulifolium là một loài thực vật có hoa trong họ Lan. Loài này được Senghas mô tả khoa học đầu tiên năm 1964.